# SKUMAFKA
SKUMAFKA – SKUpina MAlých Forem KAbaretu je bývalý divadelní a kabaretní soubor, působící v první polovině 60. let 20. století v Olomouci. Působil na čistě amatérské bázi. Zřizovatelem byl Okresní dům osvěty v Olomouci, v roce 1963 se dalším zřizovatelem stal Závodní klub ROH Železáren Petra Bezruče.
Prvním vedoucím souboru, v letech 1961 až 1963, byl divadelník, textař a spoluzakladatel divadla Radek Hlavsa (*1929, pseudonym Jan Ratkin). Po jeho nuceném odchodu vedl divadlo Pavel Dostál. Protože se jednalo o soubor nezávislý a kritický vůči soudobým poměrům, musel čelit častým cenzurním zásahům ze strany komunistického vedení města. V roce 1965 soubor zanikl.